# Жан III де Шалон-Осер
Жан III де Шалон-Осер (фр. Jean III de Chalon-Auxerre), Белый Шевалье (le Chevalier Blanc; 1321/1322 — после 1366) — граф Осера и Тоннера в 1346—1366 годах, Великий кравчий Франции в 1350—1364 годах. Сын графа Шалона и Осера Жана II, погибшего в 1346 году в битве при Креси, и его второй жены Аликс де Бургонь-Монбельяр.

## Биография
В 1336 году отец в связи с женитьбой объявил его совершеннолетним и передал в управление сеньорию Оржеле.
С 1346 года граф Осера и Тоннера. В 1350—1364 годах — Великий кравчий Франции.
Участник Столетней войны. В битве при Пуатье (1356) попал в плен, до 1361 года содержался в Лондоне, после чего отпущен за выкуп. В битве при Кошереле (1364) командовал одним из отрядов французских войск.
В марте 1366 года в результате очередного передела отцовского наследства вернул под свою власть сеньорию Рошфор, до этого принадлежавшую его брату Тристану. В том же году из-за душевного расстройства признан недееспособным и передал сыновьям управление своими владениями. Жил в замке Гримон фактически в заточении.

## Семья
Жена (с 1336) — Мари Креспен (ум. после 1350), дама де Бек-Креспен, дочь Гильома VI Креспена, сеньора д’Этрепаньи, коннетабля Нормандии. Дети:
- Жан де Шалон (ум. 1370), сеньор Рошфора с 1363. По договору от 25 января 1370 года продал Осер королю Карлу V за 30 тысяч ливров.
- Луи «Зелёный Шевалье» («le Chevalier Vert»), граф Тоннера.
- Маргарита
- Матильда, муж — Жан де Вьенн, сеньор де Сент-Круа.